# Collo di bottiglia (genetica)
Il fenomeno detto collo di bottiglia identifica un particolare tipo di deriva genetica. Si verifica quando il numero di individui facenti parte di una popolazione viene ridotto drasticamente da forze atipiche nella selezione naturale (caccia, persecuzioni) o ne viene isolata definitivamente una parte (spostamenti migratori anomali, barriere geografiche).
Se solo una parte esigua della popolazione generale sopravvive, o comunque sopravvive isolata dal resto della popolazione generale, tali sopravviventi possono, per il passaggio attraverso un "collo di bottiglia" metaforico, recare solo il proprio corredo genetico, che non risulta quindi significativo di tutta la popolazione generale della propria specie di origine.
La conseguente riduzione della variabilità genetica può giungere alla criticità e tendere a eliminare del tutto alcuni alleli, ma anche a far sì che altri vengano rappresentati in eccesso nel pool genico. Come esempio si può studiare il restringimento della popolazione maschile discesa dall'Aplogruppo I (Y-DNA)